# Michael Portillo
Michael Denzil Xavier Portillo (Bushey, Engeland, 26 mei 1953) is een voormalig Brits politicus van de Conservatieve Partij. 
Portillo was tussen 1987 en 1997 bewindspersoon in de Kabinetten Thatcher I, II, III (1987–1990) en Major I en II (1990–1997). Hij was staatssecretaris voor Sociale Zaken van 1987 tot 1988, onderminister voor Transport van 1988 tot 1990, onderminister voor Lokale Overheid van 1990 tot 1992, onderminister voor Financiën van 1992 tot 1994, minister van Arbeid van 1994 tot 1995 en minister van Defensie van 1995 tot 1997. Hij was vice-leider van de Conservative Party onder William Hague van 1999 tot 2001.

## Biografie
Hij werd geboren in een gezin met een Spaanse vader, Luis Gabriel Portillo (1907-1993), en een Schotse moeder, Cora Blyth, dochter van de eigenaar van een fabriek waar uit vlas linnen werd gemaakt in het Schotse Kirkcaldy. Zijn vader moest destijds zijn geboorteland Spanje ontvluchten, omdat hij een republikein was, de verliezende partij tijdens de door Franco gewonnen Spaanse Burgeroorlog.

### Britse politiek
Portillo werd voor het eerst in het Britse Lagerhuis verkozen in een tussentijdse verkiezing, die nodig was geworden omdat de houder van de zetel was omgekomen als gevolg van de IRA-bomaanslag van 1984 in Brighton. Portillo was een sterke bewonderaar van Margaret Thatcher en een euroscepticus. Portillo diende als staatssecretaris onder zowel Thatcher als John Major. In 1992 werd hij tot minister benoemd. Hoewel hij als een potentiële uitdager werd gezien van John Major voor het leiderschap van de Conservatieve partij bij het lijsttrekkersreferendum van 1995, bleef Portillo uiteindelijk trouw aan Major. Als minister van Defensie drong Portillo aan op een pure Thatcheriaanse politiek van "helder blauw water" om het beleid van de Conservatieven zo veel mogelijk te onderscheiden van dat van Labour. In die context deed hij in 1995 de uitspraak "You can't trust Labour on defence", een uitspraak waaraan hij later nog met enige regelmaat herinnerd werd.
In zijn periode als minister werd Portillo gezien als potentiële opvolger van Major. Tegen wil en dank werd hij echter het symbool voor de afgang van zijn partij bij de verkiezingen van 1997. In de vernietigende nederlaag die de Conservatieve partij leed, verloor Portillo onverwacht zijn veilig geachte zetel aan een jonge Labour-kandidaat. Het moment waarop openbaar werd gemaakt dat hij zijn zetel kwijt was, werd de naamgever voor het zogenaamde "Portillomoment", waarbij een voorname politicus van een partij wordt weggestemd. Het moment werd later gekozen in de top drie van beste tv-momenten ooit. De uitspraak "Were You Still Up for Portillo?" werd ook de titel voor een boek over de nederlaag.
Portillo maakte in 1999 zijn comeback toen hij de zetel van een overleden lid innam. Hij trad daarna weer toe tot het schaduwkabinet. In 2001, nadat William Hague de verkiezingen verloren had, deed hij een gooi naar het leiderschap van de Conservatieve partij, maar hij moest het na een veelbelovende start afleggen tegen Kenneth Clarke en Iain Duncan Smith. De laatstgenoemde werd partijleider. Portillo bleef nog tot 2005 als backbencher in het parlement.
Sinds 2002 was Portillo al werkzaam in het bedrijfsleven. Als bestuurder van de wapenfabriek BAE Systems moest hij in 2006 ontslag nemen om mogelijke belangenverstrengeling te voorkomen. In dat jaar leidde hij enkele maanden het energiebedrijf Kerr-McGee. 

### Televisie
Sinds hij zich terugtrok uit politiek en bedrijfsleven, houdt Portillo zich bezig met het presenteren van televisieprogramma's. In het bijzonder de BBC-series Great British Railway Journeys en Continental Railway Journeys maakten hem populair. Daarin combineerde hij toeristische informatie (aan de hand van Bradshaw's Descriptive Railway Hand-Book of Great Britain and Ireland, editie 1863, respectievelijk Bradshaw's Continental Railway Guide, editie 1913) met beschouwingen over de invloed van de spoorwegen op de economische ontwikkeling van de gebieden die hij bezocht. De eerste serie van Great British Railway Journeys werd uitgezonden in 2010; in 2023 heeft de serie het 14e seizoen bereikt. Deze programma's zijn ook op de Nederlandse en Vlaamse televisie vertoond.  
- Biblioteca Nacional de España: XX1168129
- Gemeinsame Normdatei: 119438984
- International Standard Name Identifier: 0000 0001 1490 5853
- Library of Congress Control Number: n96065692
- MusicBrainz: 9b5cdc9c-3a7c-47d6-a73c-0b29052d8097
- Nationale Bibliotheek van Israël: 987011296194405171
- Nederlandse Thesaurus van Auteursnamen: 138690030
- Virtual International Authority File: 40188675
- WorldCat: E39PBJrRh8CGX3dcQfBpGmQ8YP